# 29 de juny
El 29 de juny és el cent vuitantè dia de l'any del calendari gregorià i el cent vuitanta-unè en els anys de traspàs. Queden 185 dies per finalitzar l'any.

## Esdeveniments
Països Catalans
- 1529 - Tractat de Barcelona (1529), posa final a les aspiracions de  Francesc I al nord d'Itàlia
- 1707 - el País Valencià: s'hi publica el Decret de Nova Planta, que aboleix el govern polític i administratiu propi. El mateix dia també se'n publica un que afecta el Regne d'Aragó.
- 1794 - Barcelona: Un avalot popular assalta la caserna del Reial Roselló (antic regiment anomenat Català Mazarí), matant centenars de soldats i fent presoners la resta.
- 1837 - Xerta (Baix Ebre): sota la protecció de les tropes del general Cabrera, l'Expedició Reial comandada pel Pretendent carlí Carles Maria Isidre de Borbó creua l'Ebre per Xerta.
- 1989 - L'Audiència Nacional ordena l'alliberament d'Antoní Massaguer, Xavier Barberà i Ferran Jabardo, membres d'EPOCA condemnats pel cas Batista i Roca.
- 1992 - Primeres detencions de l'Operació Garzón contra membres del moviment independentista català.[1]
- 2017 - El Parlament de Catalunya aprova per unanimitat la llei que declara nuls els judicis franquistes.

Resta del món
- 1739 - Crocetta (Parma, Ducat de Parma): l'exèrcit franco-sard guanya la batalla de San Pietro contra els austríacs en la Guerra de Successió de Polònia.
- 1976 - Les illes Seychelles s'independitzen del Regne Unit.
- 2004 - Brussel·les (Bèlgica): la Comissió Europea designa president José Manuel Durão Barroso, que succeeix Romano Prodi.
- 2006 - Madrid (Espanya): El president del govern espanyol, José Luís Rodríguez Zapatero confirma l'inici de converses amb ETA.
- 2014 - Iraq: Abu Bakr al-Baghdadi es proclama califa de l'Estat Islàmic d'Iraq i el Llevant i crida els musulmans sunnites a conquerir el món.

## Naixements
Països Catalans
- 1520 - València: Nicolau Factor, frare franciscà, pintor del Renaixement i beat valencià (m. 1583).[2]
- 1773 - Montmaneu, diòcesi de Vic: Agustí Torres, catedràtic de lletres humanes a la universitat de Cervera (m. 1833).[3]
- 1881 - Sabadell: Pau Vila i Dinarès, pedagog i geògraf català (m. 1980).[4]
- 1891 - Sabadell: Miquel Bertran i Oleart, darrer alcalde republicà de Sabadell.
- 1912 - Barcelona: Emma Alonso, actriu catalana exiliada a Mèxic després de la guerra civil espanyola (m. 2000).[5]
- 1943 - Barcelona: Asunción Aguadé, destacada ballarina, coreògrafa i professora catalana.[6]
- 1944 - Barcelona: Andreu Mas-Colell, polític, economista i professor universitari català.[7]
- 1949 - Parets del Vallès, Vallès Oriental: Joan Clos i Matheu, polític, alcalde de Barcelona des del 26 de setembre de 1997 fins al setembre de 2006. Des del 2006 fins al 2008 fou ministre de Turisme, Indústria i Comerç del govern espanyol.[8]
- 1953 - Terrassa: Magdalena Heras i Fortuny, cardiòloga catalana (m. 2014).[9]
- 1959 - Tarragona: Montserrat Duch i Plana, historiadora i política catalana.[10]
- 1961 - Tarragona: Mercè Anglès, actriu i directora teatral catalana (m. 2014).
- 1962 - Barcelona: Joan Laporta i Estruch, advocat, president del Futbol Club Barcelona, diputat per part de SI i membre a les llistes d'ERC.
- 1963 - Perpinyà: Joan-Lluís Lluís, escriptor nord-català.[11]
- 1978 - Manresa: Jordi Cruz Mas és xef del restaurant ABaC, conegut per les seves estrelles Michelin i per la seva aparició al programa de televisió espanyola Masterchef.
- 1979 - Palma: Alejo Sauras, actor.
- 1983 - Barcelona: Anna Villar Argente, ciclista catalana, especialitzada en el ciclisme de muntanya.[12]

Resta del món
- 1205, Verona: Pere Màrtir, fou un frare dominic i inquisidor. És venerat com a sant per l'Església catòlica.[13]
- 1475, Florència: Beatriu d'Este, noble italiana i duquessa consort de Milà, que fou una mecenes rellevant (m. 1497).[14]
- 1540, Cifuentes, Guadalajara: Ana de Mendoza, princesa d'Éboli, noble espanyola (m. 1592).[15]
- 1643, Madrid: Alfonso Alfaro, prevere, dramaturg i poeta castellà.
- 1684, Gènova: Clelia Grillo Borromeo, aristòcrata, científica, salonnière italiana (m.1777).[16]
- 1798, Recanati: Giacomo Leopardi, escriptor i filòsof, el principal poeta del romanticisme italià (m. 1837).[17]
- 1851, Grycksbo, Suècia: Emma Sparre, pintora sueca (m. 1913).[18]
- 1865, Madrid: Joaquín Abati y Díaz, llibretista de sarsueles.
- 1868, Chicago, Illinois: George Ellery Hale, astrònom estatunidenc (m. 1938).[19]
- 1871, Florència: Luisa Tetrazzini, soprano italiana, una de les més cèlebres de la seva generació (m. 1940).[20]
- 1886, Ciutat de Luxemburg (Luxemburg): Robert Schuman, polític francès, considerat "pare d'Europa", conegut per la Declaració Schuman (m. 1963).[21]
- 1898, North Attleborough (Massachusetts)ː Cynthia Westcott, patòloga, autora i experta en roses (m. 1983).[22]
- 1900, Lió, França: Antoine de Saint-Exupéry, escriptor, poeta i aviador francès (m. 1944).[23]
- 1901, Providence (Rhode Island), Estats Units: Nelson Eddy, cantant d'òpera i actor estatunidenc.[24]
- 1908, Cambridge (Massachusetts, EUA): Leroy Anderson, compositor, adaptador i director d'orquestra estatunidenc que va ser considerat un dels principals directors d'orquestra de música lleugera (m. 1975).[25]
- 1910, Nova York, EUA: Frank Loesser, compositor nord-americà d'origen alemany (m. 1969).[26]
- 1911, Nova York, EUA: Bernard Herrmann, compositor estatunidenc de música de cinema (m. 1975).[27]
- 1914, Býchory, Bohèmia: Rafael Kubelík, compositor i director d'orquestra polonès (m. 1996).[28]
- 1920, Pontestura Monferrato, Itàlia: Aldo Novarese, tipògraf (m. 1995).
- 1929, Florència, Itàlia: Oriana Fallaci, escriptora i periodista italiana (m. 2006).[29]
- 1945, Colombo: Chandrika Kumaratunga, política de Sri Lanka; n'ocupà la presidència, essent la primera dona en el càrrec.[30]
- 1948, Nottingham, Anglaterra: Ian Paice, músic anglès conegut sobretot per ser el bateria del grup de rock Deep Purple.
- 1957, Madrid: Ouka Leele, nom artístic de Bárbara Allende Gil de Biedma, reconeguda fotògrafa espanyola.[31]
- 1958, Porto: Rosa Mota, atleta portuguesa campiona de marató, medallista olímpica.[32]
- 1960, Mons, Valònia: Carl Norac, escriptor de poesia i literatura infantil.
- 1963, Rheinfelden, Alemanya: Anne-Sophie Mutter, violinista alemanya.[33]
- 1973, Queens, Nova York, Estats Units: George Hincapie és un ciclista estatunidenc que fou professional del 1994 al 2012.
- 1978, Honolulu, Hawaii: Nicole Scherzinger, cantant, compositora, ballarina, actriu, exvocalista del grup Pussycat Dolls.[34]
- 1980, Neath, Gal·les: Katherine Jenkins, mezzo-soprano gal·lesa que interpreta un ampli espectre de gèneres.[35]
- 1989, Oświęcim: Maciej Sadlok, futbolista polonès.
- 1991, Riverside, Califòrnia, Estats Units; Kawhi Leonard és un jugador de bàsquet nord-americà que juga a la NBA en la posició d'aler.

## Necrològiques
Països Catalans
- 1892 - Barcelona: Emili Pi i Molist, metge psiquiatre (n. 1824).[36]
- 1992 - València: María Teresa Andrés Blasco, música i compositora (n. 1910).[37]
- 2023 - Barcelona: Roger Alier i Aixalà, historiador de la música i musicòleg (n. 1941).

Resta del món
- 1520 - Tenochtitlan (actual Ciutat de Mèxic): Moctezuma II, tatloani dels asteques.
- 1840 - Viterbo, Estats Pontificis: Lucien Bonaparte, príncep de Canino i segon germà de Napoleó I (n. 1775).[38]
- 1860 - Bristol (Anglaterra): Thomas Addison, científic i metge britànic del segle XIX. Va descobrir diverses malalties, entre les quals es troben la malaltia d'Addison (una patologia degenerativa de les glàndules suprarenals (n. 1793).[39]
- 1861 - Florència: Elizabeth Barrett Browning, destacada poeta en anglès de l'era victoriana (n. 1806).[40]
- 1907 - Austin, EUA: Elisabet Ney, escultora prussiana (n. 1833).[41]
- 1933 - Hollywood, Califòrnia: Roscoe Arbuckle, el Fatty, actor i director cinematogràfic nord-americà (n. 1887).
- 1940 - Muralto (Suïssa): Paul Klee, pintor suís (n. 1879).[42]
- 1941 - Nova York, Estats Units: Ignacy Jan Paderewski, polític, pianista i compositor polonès (n. 1860).[43]
- 1950 - Holzhausen: Melitta Bentz, emprenedora alemanya, inventora de la cafetera Melitta i del filtre de paper per al cafè (n. 1873).[44]
- 1955 - Berlín: Max Pechstein, pintor expressionista i grafista alemany (m. 1955).[45]
- 1959 - Nova York: Dorothy Shaver, empresària estatunidenca de la indústria de la moda.[46]
- 1979 - Majadahonda, Madrid: Blas de Otero, poeta basc en llengua castellana (n. 1916).[47]
- 1982 - Mèxic: Graciela Salicrup, matemàtica i arquitecta mexicana, investigadora pionera en topologia (n. 1935).[48]
- 1995 - Century City, Califòrnia: Lana Turner, actriu estatunidenca de Hollywood (n. 1921).[49]
- 2000 - Roma: Vittorio Gassman, actor teatral i cinematogràfic i director de cinema italià (n. 1922).[50]
- 2001 - Londres: Rosemary Biggs, botànica i hematòloga anglesa, que estudià l'hemofília (n. 1912).[51]
- 2002 - Beverly Hills, California, (EUA): Rosemary Clooney, cantant i actriu estatunidenca (n. 1928).[52]
- 2003 - Old Saybrook, Connecticut, Estats Units: Katharine Hepburn, actriu estatunidenca (n. 1907).[53]
- 2009 - Malibú, Califòrnia, Estats Units: Jennifer Jones, actriu estatunidenca.
- 2013 - Trieste: Margherita Hack, astrofísica italiana que va destacar per la seva tasca de divulgació científica (n. 1922).[54]
- 2018 - Göteborg (Suècia): Arvid Carlsson, metge suec, Premi Nobel de Medicina o Fisiologia de l'any 2000 (n. 1923).[55]
- 2020 - Beverly Hills, Califòrnia, (EUA): Carl Reiner, actor/director Estatunidenc (n. 1922).
- 2021 - Taos, Nou Mèxic (EUA)ː Donald Rumsfeld, polític i empresari nord-americà (n. 1932).[56]

## Festes i commemoracions
- Festa major de Sant Pere al Masnou (Maresme), Rubí (Vallès Occidental), Sant Pere de Ribes, (Garraf), Reus, Riudecols, Cambrils i Montbrió del Camp (el Baix Camp).
- Festa local a Canet de Mar, el Masnou i Premià de Mar a la comarca del Maresme, a Sant Cugat del Vallès a la comarca del Vallès Occidental i a la Molina (Alp), a la Cerdanya, i a Abrera (Baix Llobregat)
- Festa local a Vinaròs, al Baix Maestrat.
- Festa patronal a Tor (Alins) a la comarca del Pallars Sobirà.

### Santoral[57]

#### Església Catòlica[58]
- Sants al Martirologi romà (2011): apòstols sant Pere i Sant Pau; Sir de Gènova, bisbe (330); Cassi de Narni, bisbe (558); Emma de Gurk, vídua (1045); Maria Du Tianshi i Magdalena Du Fengju, màrtirs (1900); Pau Wu Juan, Marcel d'Argenton, Joan Baptista Wu Mantang i Pau Wu Wanshu, màrtirs (1900).
- Sants: Beata de Sens, màrtir; Geró de Colònia, bisbe (976).
- Beats: Judit i Salomé de Niederaltaich, recloses (s. XI).
- Venerables Notker III Labeo, monjo (1022); Ramon Llull, franciscà llec (1315).
- Servent de Déu Alcide De Gasperi.

#### Església Copta
- 22 Baoni: Cosme i Damià, màrtirs; Taosòtia d'Aràbia, la seva mare, màrtir.

#### Església Ortodoxa (segons el calendari julià)
- Se celebren els corresponents al 12 de juliol del calendari gregorià.

#### Església Ortodoxa (segons el calendari gregorià)
Corresponen als del 16 de juny del calendari julià:
- Sants Marc el Just d'Apol·lònia, dels Setanta deixebles; Ticó d'Amathus, bisbe (s. V); Tigi i Eutropi de Constantinoble (404); Ismael de Menèvia, bisbe; Ticó de Kaluga (1492); Ticó de Lutxov (1503); Ticó de Krestogorsk; Moisès d'Optina (1862); Feofan de Tambov (1894); Geràssim de Sant Ticó (1898); Hermògenes de Tobolsk, màrtir (1918), amb Efrem, Mikhail, Piotr i Konstantin.

##### Església de Geòrgia
- Qaikhosro de Geòrgia (1558 o 1612)

#### Esglésies luteranes
- apòstols sant Pere i Sant Pau.

#### Església anglicana
- apòstols sant Pere i Sant Pau.